# Alison Blunt
Alison Blunt (* 1971 in Mombasa, Kenia) ist eine britische Improvisationsmusikerin (Geige) und Komponistin.
Alison Blunt wuchs im Lake District auf und studierte klassisches Geigenspiel am Musikkonservatorium in Birmingham, wo sie auch den Bachelor erwarb; ihr Masterstudium absolvierte sie in London an der Guildhall School of Music and Drama. Seitdem arbeitet sie als Musikerin in verschiedenen Ensembles wie dem Berlin Improvisers Orchestra und dem London Improvisers Orchestra; Im Hanam Quintet legte sie mit Anna Kaluza, Manuel Miethe, Niko Meinhold und Horst Nonnenmacher bisher drei Alben vor. Außerdem kooperierte mit verschiedenen Tanz-, Theater-, Video- und Filmprojekten.  Unter anderem spielte sie mit Lawrence Casserley, Tristan Honsinger, Dominic Lash, Tony Marsh, Marcio Mattos, Magda Mayas, Gino Robair, John Russell, Mark Sanders, Ignaz Schick, Harri Sjöström, Roger Turner, Ute Wassermann, Els Vandeweyer, Guillaume Viltard, Veryan Weston und Michael Zerang.